# Glasgow Eyes
Glasgow Eyes è l'ottavo album in studio del gruppo musicale scozzese The Jesus and Mary Chain, pubblicato nel 2024.

## Tracce
Testi e musiche di William Reid e Jim Reid.
1. Venal Joy – 3:27
2. American Born – 3:04
3. Mediterranean X Film – 4:24
4. Jamcod – 3:59
5. Discotheque – 4:13
6. Pure Poor – 5:18
7. The Eagles and the Beatles – 3:10
8. Silver Strings – 3:28
9. Chemical Animal – 4:33
10. Second of June – 3:56
11. Girl 71 – 3:08
12. Hey Lou Reid – 6:15